# Região Geográfica Imediata de Belo Horizonte
A Região Geográfica Imediata de Belo Horizonte é uma das 70 regiões imediatas do estado brasileiro de Minas Gerais, uma das cinco regiões imediatas que compõem a Região Geográfica Intermediária de Belo Horizonte. Criada em 2017 pelo Instituto Brasileiro de Geografia e Estatística (IBGE), é composta por 29 municípios. O município mais populoso é Belo Horizonte, com uma população estimada de 2.416.339 habitantes em 2024.
Seus municípios, exceto Moeda, pertencem à Região Metropolitana de Belo Horizonte.

## Municípios
| Município            | População (est. 2021) | Área          | Fonte  |
| -------------------- | --------------------- | ------------- | ------ |
| Belo Horizonte       | 2 530 701             | 331,354 km²   | [ 2 ]  |
| Betim                | 450 024               | 343,884 km²   | [ 3 ]  |
| Brumadinho           | 41 208                | 639,434 km²   | [ 4 ]  |
| Caeté                | 45 364                | 542,531 km²   | [ 5 ]  |
| Confins              | 6 867                 | 42,355 km²    | [ 6 ]  |
| Contagem             | 673 849               | 194,746 km²   | [ 7 ]  |
| Esmeraldas           | 72 512                | 909,751 km²   | [ 8 ]  |
| Florestal            | 7 602                 | 194,242 km²   | [ 9 ]  |
| Ibirité              | 184 030               | 72,395 km²    | [ 10 ] |
| Igarapé              | 44 561                | 110,942 km²   | [ 11 ] |
| Jaboticatubas        | 20 683                | 1 114,972 km² | [ 12 ] |
| Juatuba              | 27 823                | 97,172 km²    | [ 13 ] |
| Lagoa Santa          | 66 744                | 229,409 km²   | [ 14 ] |
| Mário Campos         | 15 814                | 35,196 km²    | [ 15 ] |
| Mateus Leme          | 31 631                | 301,383 km²   | [ 16 ] |
| Moeda                | 4 948                 | 155,112 km²   | [ 17 ] |
| Nova Lima            | 97 378                | 429,313 km²   | [ 18 ] |
| Nova União           | 5 739                 | 172,131 km²   | [ 19 ] |
| Pedro Leopoldo       | 65 149                | 292,831 km²   | [ 20 ] |
| Raposos              | 16 501                | 72,228 km²    | [ 21 ] |
| Ribeirão das Neves   | 341 415               | 155,105 km²   | [ 22 ] |
| Rio Acima            | 10 524                | 228,394 km²   | [ 23 ] |
| Sabará               | 137 877               | 302,453 km²   | [ 24 ] |
| Santa Luzia          | 221 705               | 235,205 km²   | [ 25 ] |
| São Joaquim de Bicas | 32 696                | 71,758 km²    | [ 26 ] |
| São José da Lapa     | 24 490                | 47,930 km²    | [ 27 ] |
| Sarzedo              | 34 050                | 62,134 km²    | [ 28 ] |
| Taquaraçu de Minas   | 4 120                 | 329,287 km²   | [ 29 ] |
| Vespasiano           | 131 849               | 71,040 km²    | [ 30 ] |